# おっぱ部!
『おっぱ部! 私立双子山高校おっぱい部ものがたり』（おっぱぶ! しりつふたごやまこうこうおっぱいぶものがたり）は、原作：雨宮黄英、漫画：無一文による日本の漫画作品。オンラインレーベル『少年エッジスタ』（小学館クリエイティブ）にて、2013年8月から2015年12月まで連載。単行本は全4巻。
「おっぱい」を愛し、追求する高校生の少年が、同好の同志2人と、美術部の部長で同級生のメインヒロインと、生徒会の刺客から寝返って仲間になった同級生の少女、主人公たちに感化され顧問となった女教師、主人公が幼少時代に会った外国人の留学生、主人公の親友、主人公たちを敵視する生徒会の面々が織り成す学園コメディ作品。

## あらすじ
私立双子山高校に通う、おっぱいをこよなく愛する男・白井陽介は、「おっぱい部」設立を生徒会に申請するも門前払いされてしまう。それを前後して美術部の部長・絵崎夕姫の巨乳に見惚れ告白するも彼女に顔面ペイントを食らう。一方、夕姫は陽介に食らわせた顔面ペイントからインスピレーションが沸き、陽介を寝ている隙に拉致して目覚めた彼に自身のキャンパスになることを強要し、その代償として陽介の「おっぱい部」の設立に協力することを承諾した。「おっぱい部」を快く思わない生徒会の面々は、おっぱい部の設立を阻止しようと目論み、刺客として2年生の鳳凰寺風華を放つも、陽介の熱弁に感化された風華は「おっぱい部」に寝返ってしまい失敗に終わる。後に女教師・後藤うさぎもおっぱい部に感化され顧問となり、陽介の幼少時代に出会った外国人のクランシア・パラケルススが留学生として陽介との再会を前後して「おっぱい部」に入部、しばらく「おっぱい部」を留守にしていた陽介の親友・龍崎海斗、さらに生徒会長だった一橋涼子も加わり、「おっぱい部」の活動も本格化していく。

## 登場人物

### おっぱい部
白井陽介（しらい ようすけ）
本作の主人公。私立双子山高校1年生。ショートヘアが特徴の少年。おっぱいをこよなく愛する「おっぱりすと」であり、「おっぱい部」のリーダー。周囲からは細井・太田と共に変人と思われているが、おっぱいに対する熱弁によって女性を惹きつけることも多いカリスマ性の持ち主。
細井（ほそい）
陽介の同志その1。名前の通り、線が細い長身の眼鏡をかけた男。
太田（おおた）
陽介の同志その2。名前の通り、小太りで小柄な体型の眼鏡をかけた男。
絵崎夕姫（えざき ゆうひ）
本作のメインヒロイン。1年生にして美術部の部長を務める少女。巨乳。陽介に食らわせた顔面ペイントがきっかけでインスピレーションが沸き、おっぱい部の設立に協力することを条件に、陽介に自身のキャンパスになることを強要した。脂肪が付きやすい家系の中で特に脂肪の変動の激しい体質の持ち主で、食べた分の栄養がすぐ胸に行くため胸のサイズが定まらない(平均サイズは90.1のI)。
鳳凰寺風華（ほうおうじ ふうか）
私立双子山高校2年生。69のギリギリAAAカップ。舌っ足らずな口調と小柄な体に見合わない食欲が特徴。生徒会の刺客としておっぱい部の面々に接触するが、自身が気にしている貧乳を陽介に褒められて感化されておっぱい部に寝返った。
後藤うさぎ（ごとう うさぎ）
私立双子山高校の国語担当の女教師。その一方、「古都うにゃぎ」のペンネームで同人活動を陰で行っている。陽介達の熱弁に感化され、おっぱい部の顧問となった。
クランシア・パラケルスス
イギリス人。私立双子山高校に編入した留学生。Fカップ。陽介の幼馴染。
龍崎海斗（りゅうざき かいと）
陽介の親友。二枚目の美男子だが、性格が陽介と瓜二つ。
一橋涼子（ひとつばし りょうこ）
元生徒会長。爆乳で98のJカップ。おっぱい部の設立を阻止しようとしたが、ことごとく失敗に終わる。魔法少女プリンセスリョーコに強い憧れを持つが、叶わないことを実感し、自殺を図ろうとするところを陽介に諭される。その後、生徒会長を辞任し、おっぱい部に入る。

### 生徒会
二宮英子（にのみや えいこ）
現生徒会長。かつては副会長として涼子の片割れだった。
三谷匠（みたに たくみ）
生徒副会長。かつては涼子の片割れだった。

### 浪速乳先高校の面々
服部英二（はっとり えいじ）
1年生。「西のおっぱい部」の主将。ミリ単位までバストサイズがわかるほどの実力者。利きおっぱいコンテストで陽介を敗北に追いやるが、再対決のブラ外し合戦で返り討ちに遭い、潔く負けを認めた。
新八（しんぱち）
1年生。英二の同志その1。英二を崇拝する片割れ。
嵐山巴（あらしやま ともえ）
1年生。英二の同志その2。巨乳の持ち主で93.5のIカップ。女にしか興味がなく、同性にかなりモテる。
尻山（しりやま）
3年生。胸より尻が好きと主張する元総番長。英二への報復を狙っている。

### その他
白井源介（しらい げんすけ）
陽介の祖父であり、師匠。おっ波動拳の使い手であり、陽介に伝授する。
伊達北斗（だて ほくと）
秘密結社「おっぱい同盟」の総帥。結構な美少年だが、彼を巡る女達の醜悪な争いに耐えられず、二次元に傾倒。同志を募り、うさぎ先生を拉致する。救出に来た龍崎を動体視力を極限まで上げた必殺技「アイズ・オブゴッズ」で苦しめたが、もう一つの必殺技「スターライト・アイズ・オブゴッズ」の特性を逆手に取った陽介の作戦「V&M字開脚」によって敗北された。
島津大地（しまづ だいち）
とある南の島に住むおっぱりすと。陽介らと同い年。将来に備えて嫁探しをしている最中、夕姫の巨乳に見初められ告白するも拒否される。ビーチクバレー大会で陽介から対決を持ちかけられる。
島津海（しまづ うみ）
大地の妹。島から出て行った大地を探している途中、陽介と出会う。

## 書籍
- 雨宮黄英・無一文 『おっぱ部!』 小学館クリエイティブ〈エッジスタコミックス〉、全4巻
  1. 2014年9月11日発売、2014年9月16日発行 ISBN 978-4-7780-8001-3
  2. 2015年3月11日発売、2015年3月16日発行 ISBN 978-4-7780-8019-8
  3. 2015年9月11日発売、2015年9月16日発行 ISBN 978-4-7780-8031-0
  4. 2016年2月10日発売、2016年2月15日発行 ISBN 978-4-7780-8214-7